# 岸城町
岸城町（きしきちょう）は、大阪府岸和田市にある地名。2025年現在、丁目を持たない単独町名である。

## 地理
岸和田市の北西部に位置する。北は堺町、北西は本町、南は南上町、東は宮本町に接する。

## 歴史

### 地名の由来
地名は、岸和田城の古称、または略称にちなむ。

### 沿革
- 1913年（大正2年）、泉南郡岸和田町岸和田の一部より、岸城町成立。
- 1922年（大正11年）、岸和田町が市制施行して、岸和田市となる[6]。

## 世帯数と人口
2025年（令和7年）6月1日現在の世帯数と人口は以下の通りである。
| 町丁   | 世帯数  | 人口    |
| ------ | ------- | ------- |
| 岸城町 | 577世帯 | 1,176人 |

### 人口の変遷
国勢調査による人口の推移。
| 1995年（平成7年）  | 1,297人 | [ 7 ]  |  |
| 2000年（平成12年） | 1,205人 | [ 8 ]  |  |
| 2005年（平成17年） | 1,252人 | [ 9 ]  |  |
| 2010年（平成22年） | 1,286人 | [ 10 ] |  |
| 2015年（平成27年） | 1,284人 | [ 11 ] |  |
| 2020年（令和2年）  | 1,238人 | [ 12 ] |  |

### 世帯数の変遷
国勢調査による世帯数の推移。
| 1995年（平成7年）  | 461世帯 | [ 7 ]  |  |
| 2000年（平成12年） | 452世帯 | [ 8 ]  |  |
| 2005年（平成17年） | 499世帯 | [ 9 ]  |  |
| 2010年（平成22年） | 529世帯 | [ 10 ] |  |
| 2015年（平成27年） | 519世帯 | [ 11 ] |  |
| 2020年（令和2年）  | 536世帯 | [ 12 ] |  |

## 学区
市立小・中学校に通う場合、学区は以下の通りとなる。一部で調整区域あり
| 番/番地等 | 小学校               | 中学校               |
| --------- | -------------------- | -------------------- |
| 全域      | 岸和田市立城内小学校 | 岸和田市立岸城中学校 |

## 事業所
2021年（令和3年）現在の経済センサス調査による事業所数と従業員数は以下の通りである。
| 町丁   | 事業所数 | 従業員数 |
| ------ | -------- | -------- |
| 岸城町 | 70事業所 | 1,305人  |

## 交通

### 鉄道
- 南海本線 - 蛸地蔵駅

### バス
2025年6月現在
- 岸和田市地域巡回ローズバス[15]
  - 北ループ・南ループ：市役所前

### 道路
- 大阪府道39号岸和田港塔原線
- 大阪府道204号堺阪南線

## 施設
- 岸和田市役所
- 岸和田労働基準監督署
- 岸和田警察署 蛸地蔵駅前交番
- 岸和田市消防本部 岸和田市消防署 岸城分署
- 岸和田城
- 千亀利公園
- 岸和田市立自泉会館
- 杉江能楽堂
- 五風荘
- 大阪府立岸和田高等学校
- 岸和田市立岸城幼稚園
- 認定こども園五風会
- 岸城神社
- 三の丸神社
- 久米田寺
- 岸和田復活教会
- 日本基督教団岸和田教会
- 岸和田藩薬園跡
- 岸和田市立図書館
- 蛸地蔵商店街

## 郵便
- 郵便番号：596-0073[3]（集配局：岸和田郵便局[16]）。

## ギャラリー

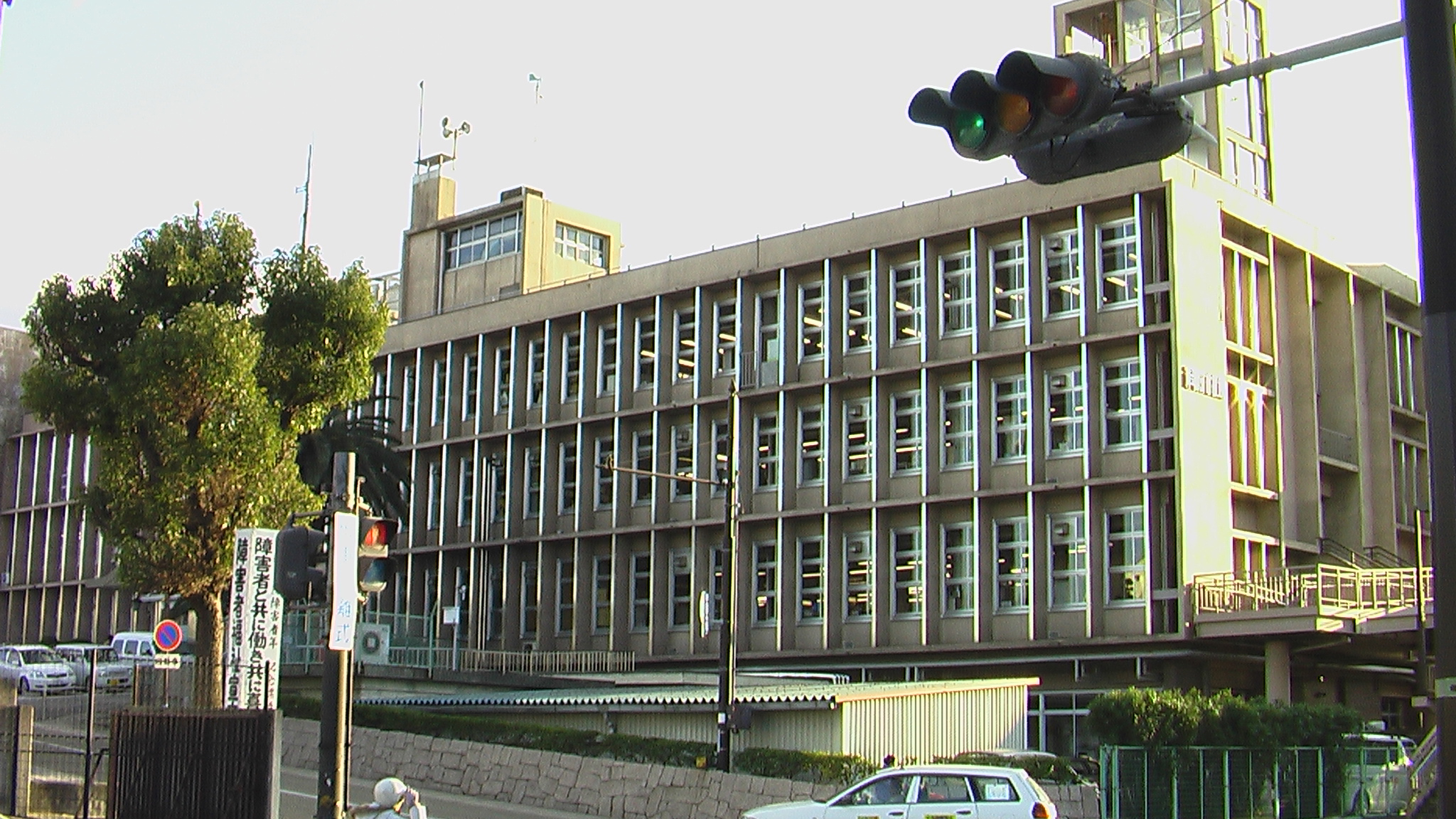
岸和田市役所
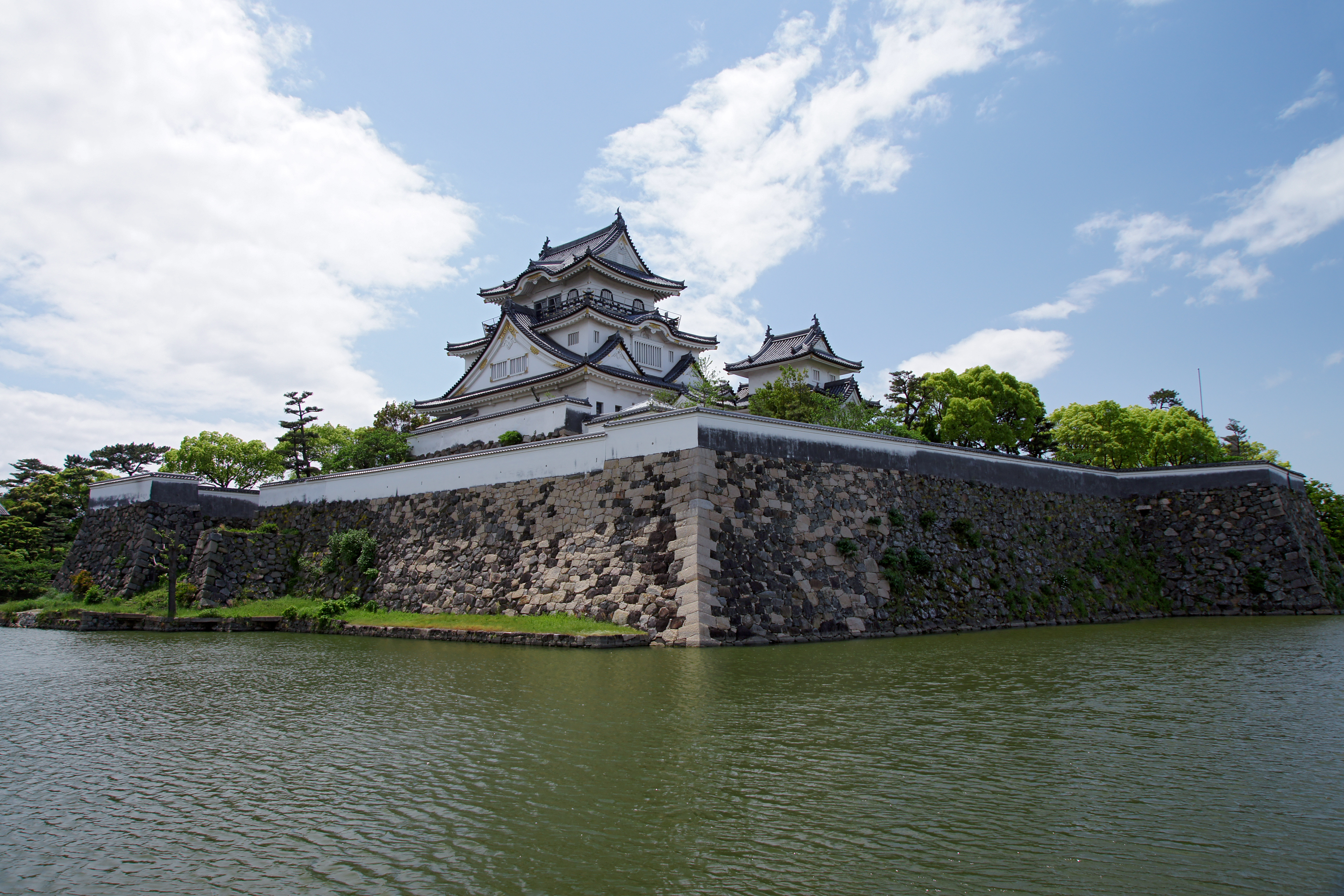
岸和田城
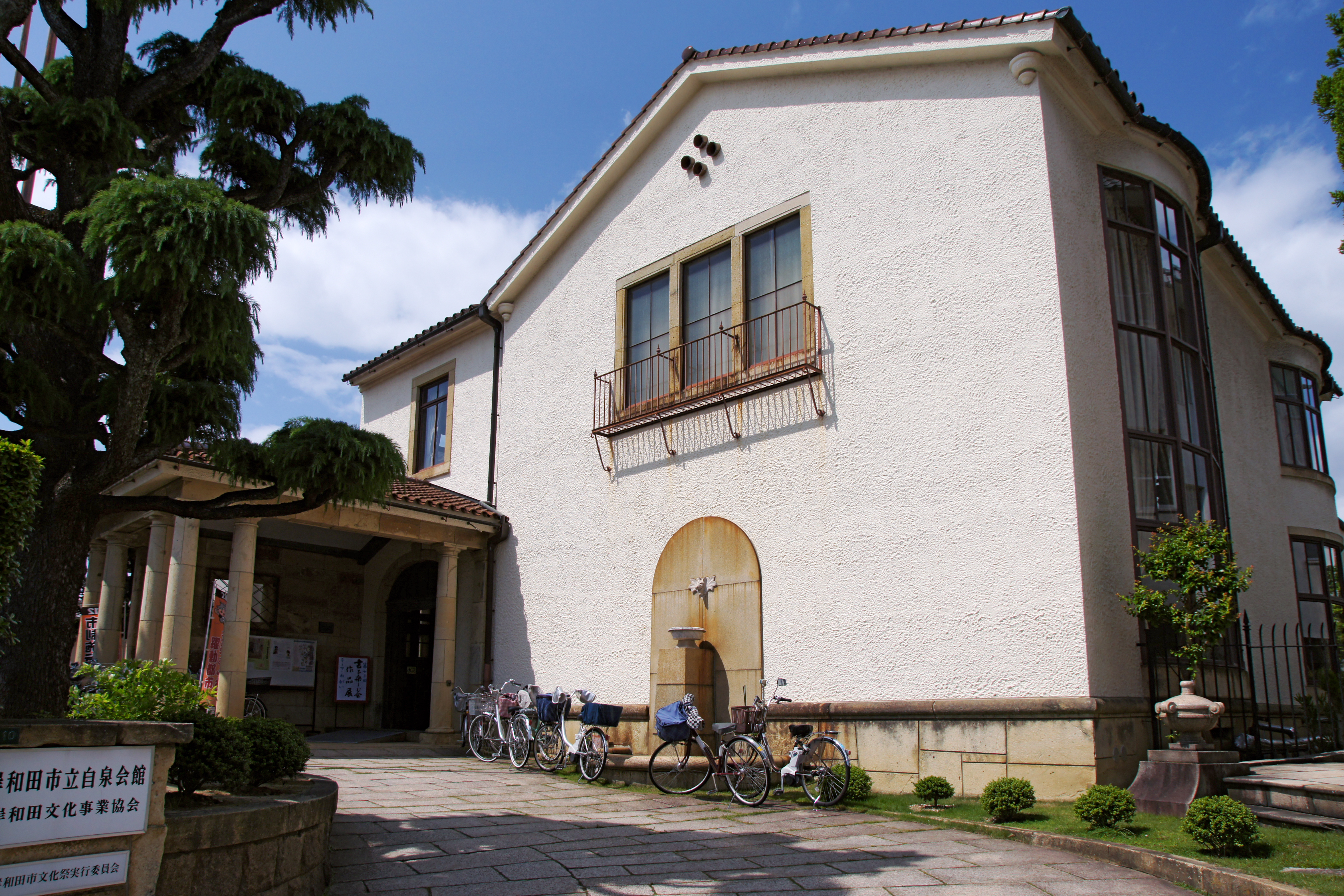
岸和田市立自泉会館
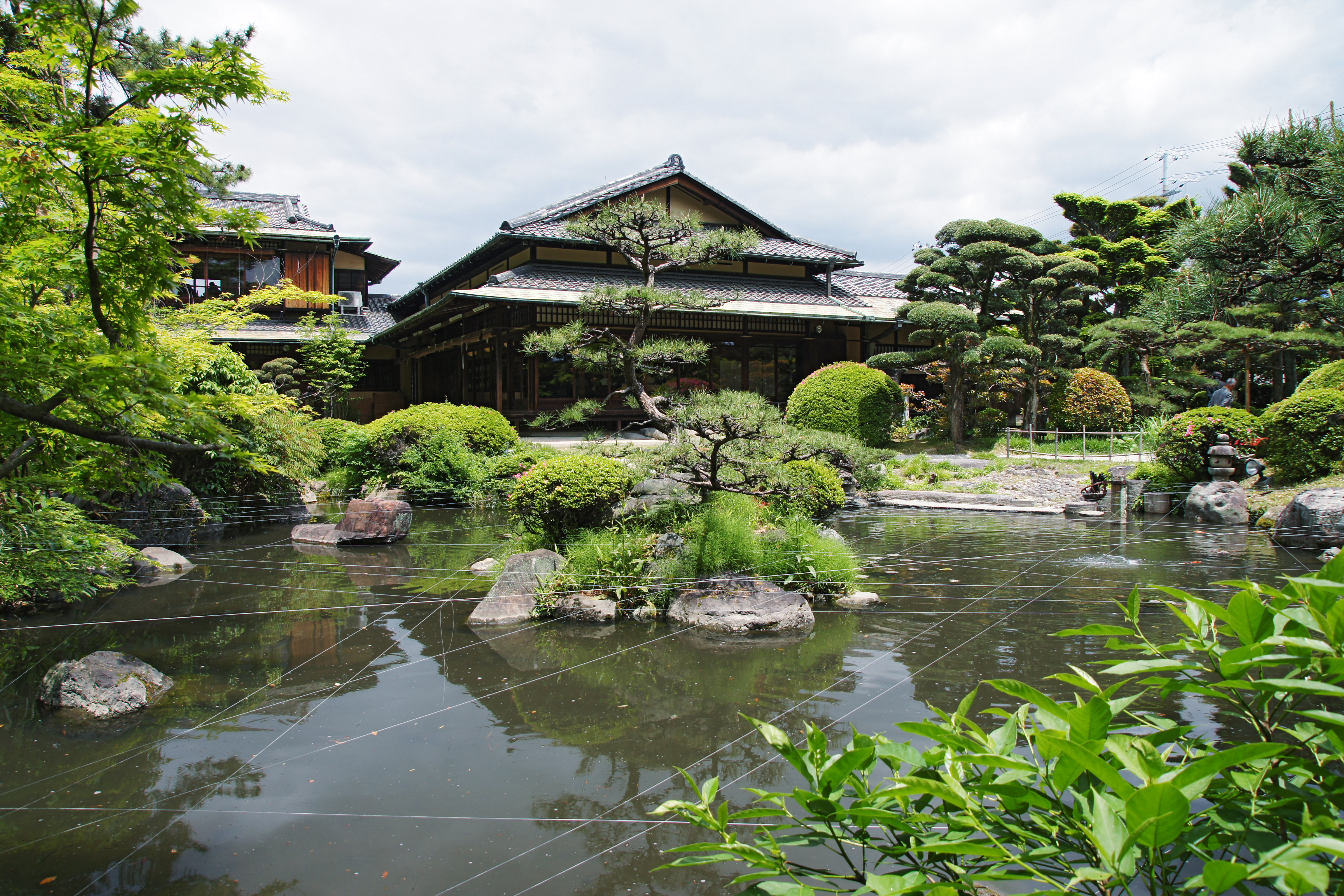
五風荘
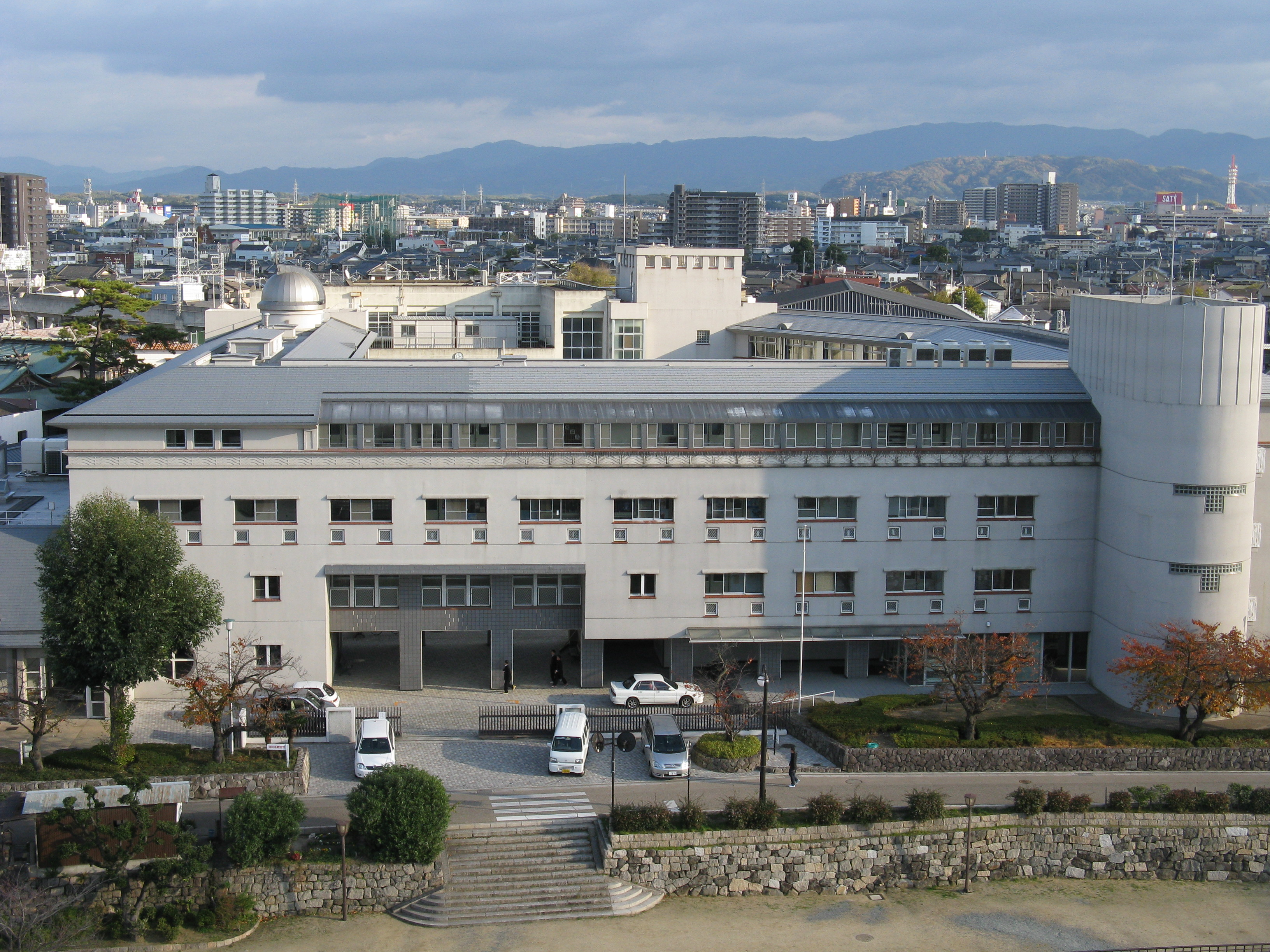
大阪府立岸和田高等学校
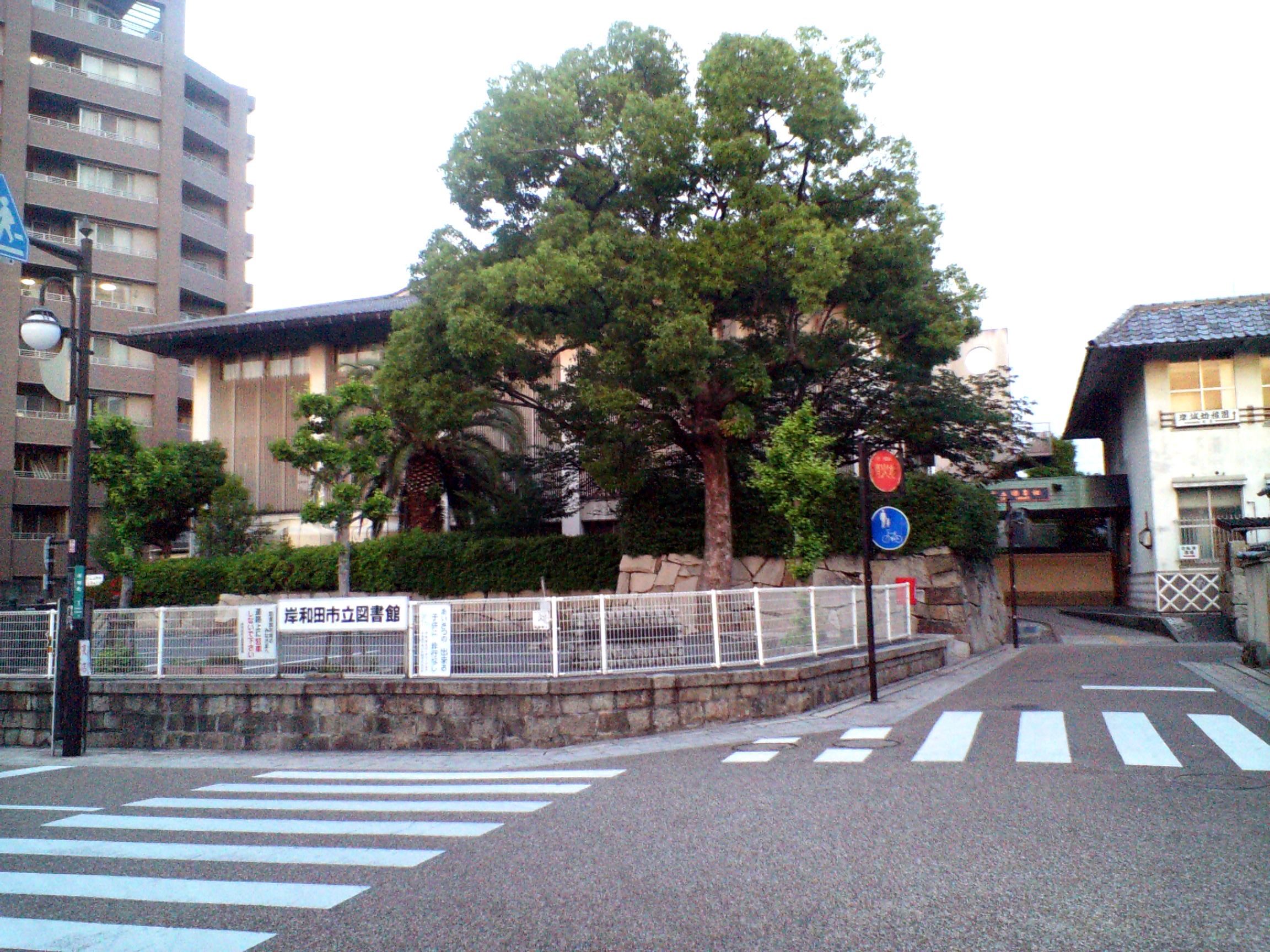
岸和田市立図書館
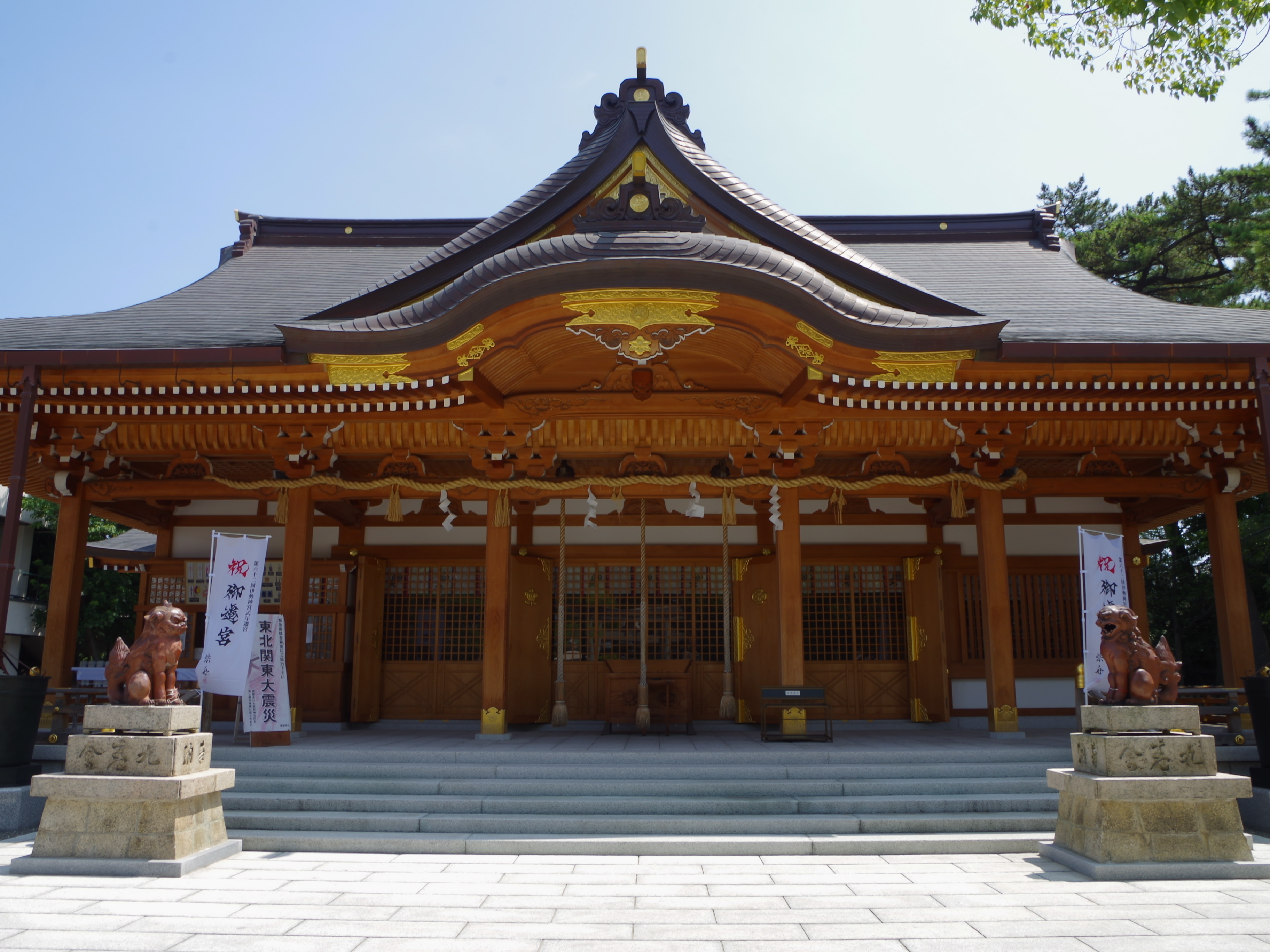
岸城神社
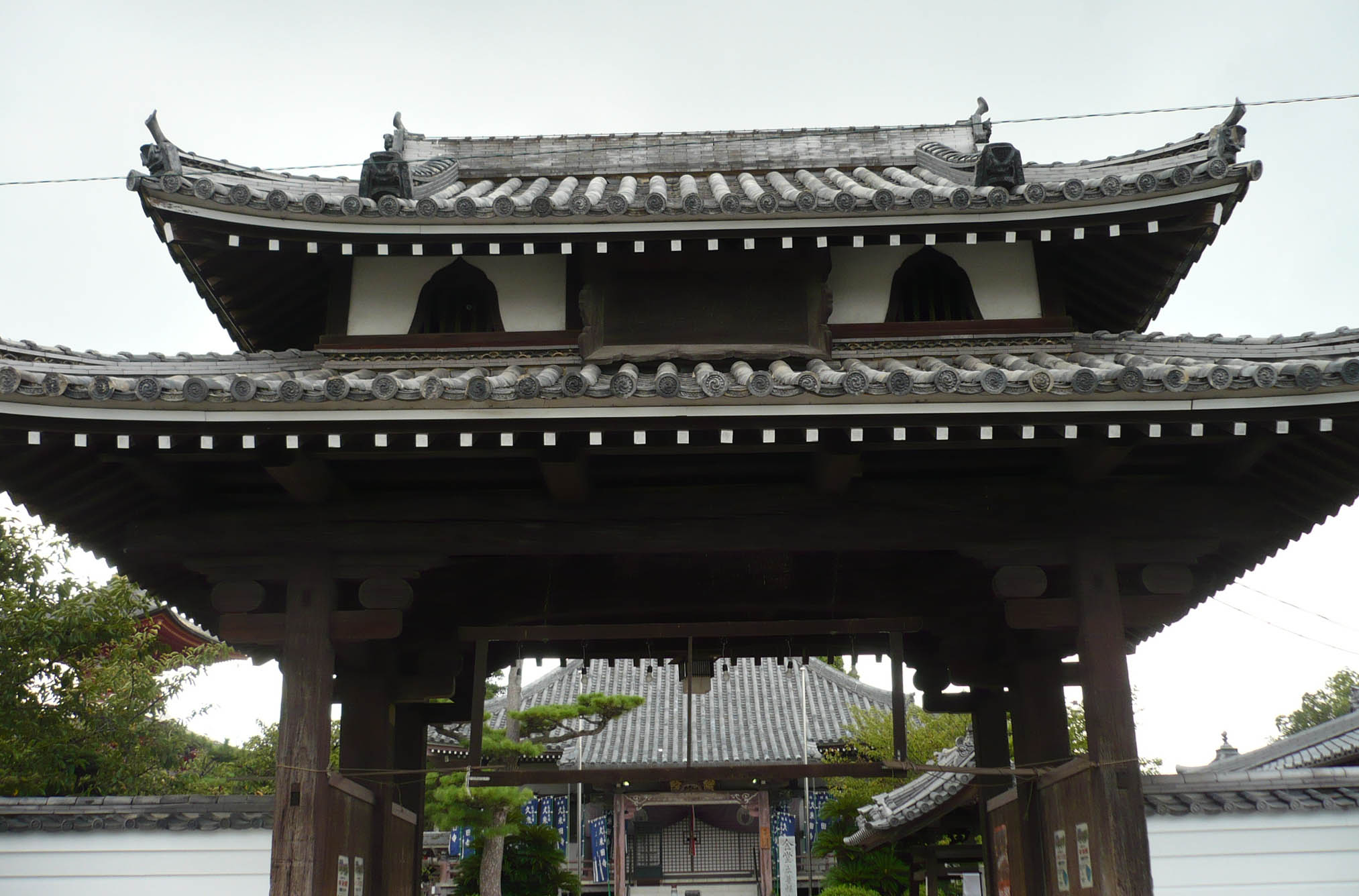
久留米寺
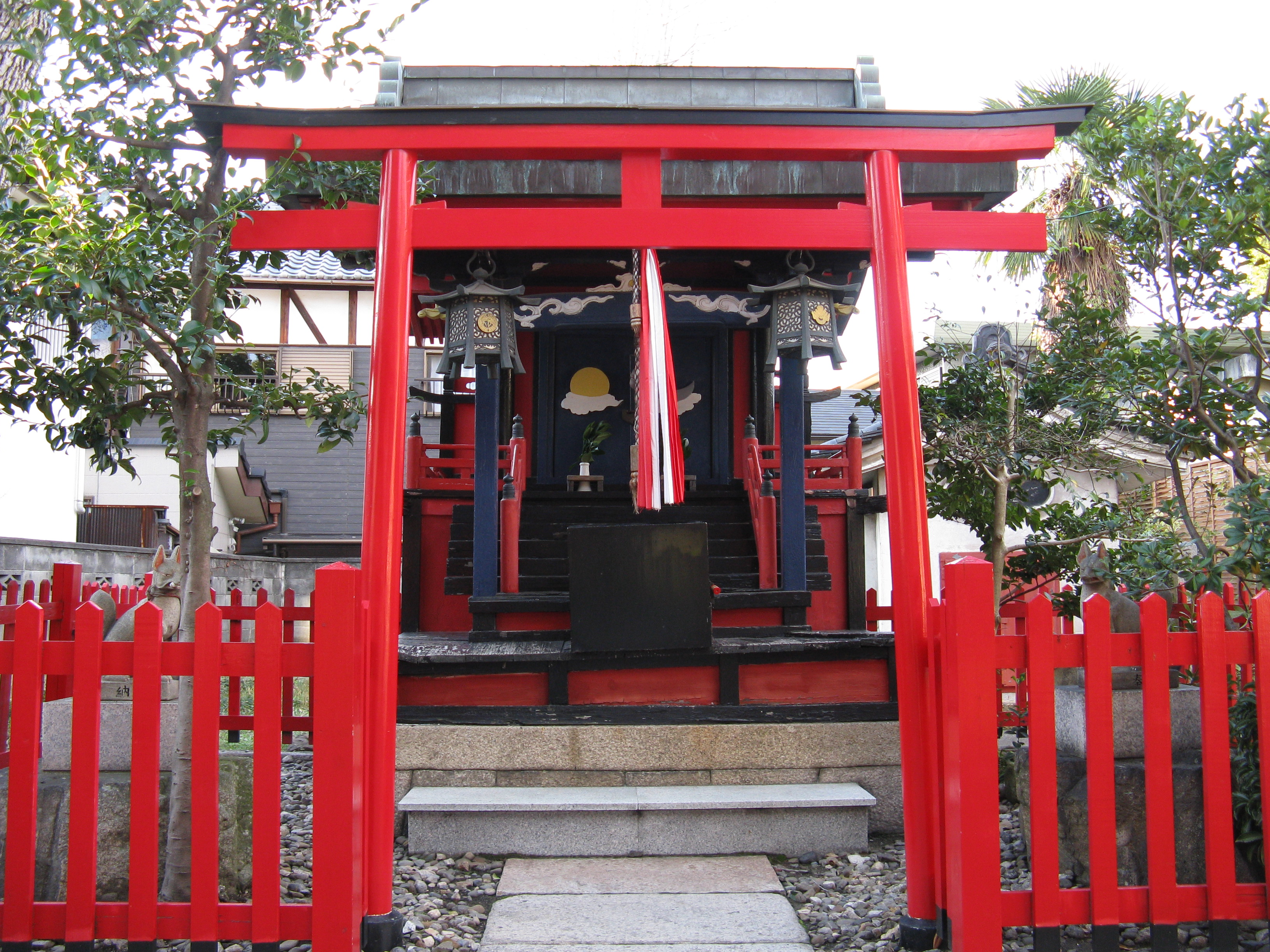
三の丸神社
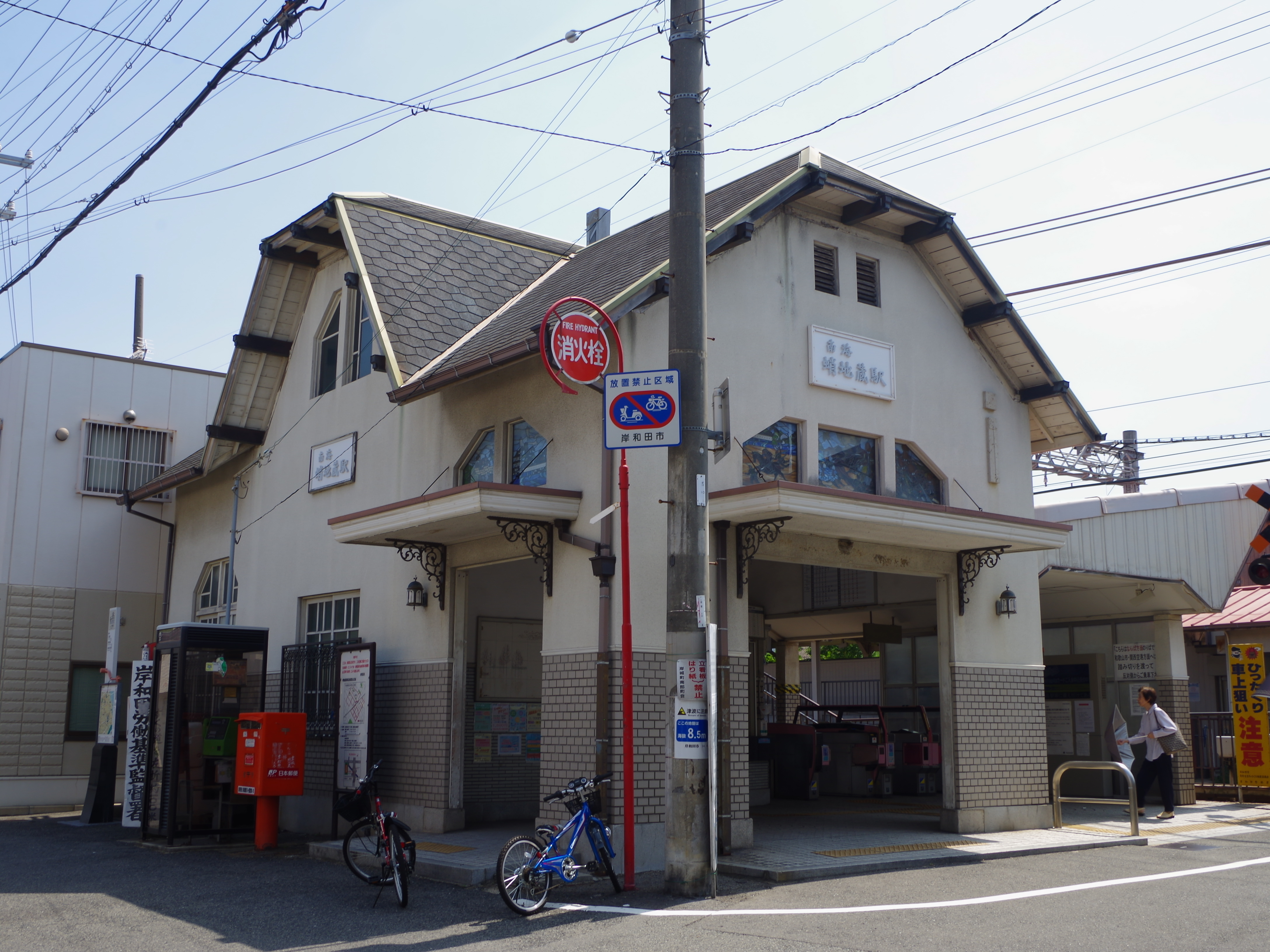
蛸地蔵駅